# Bosra

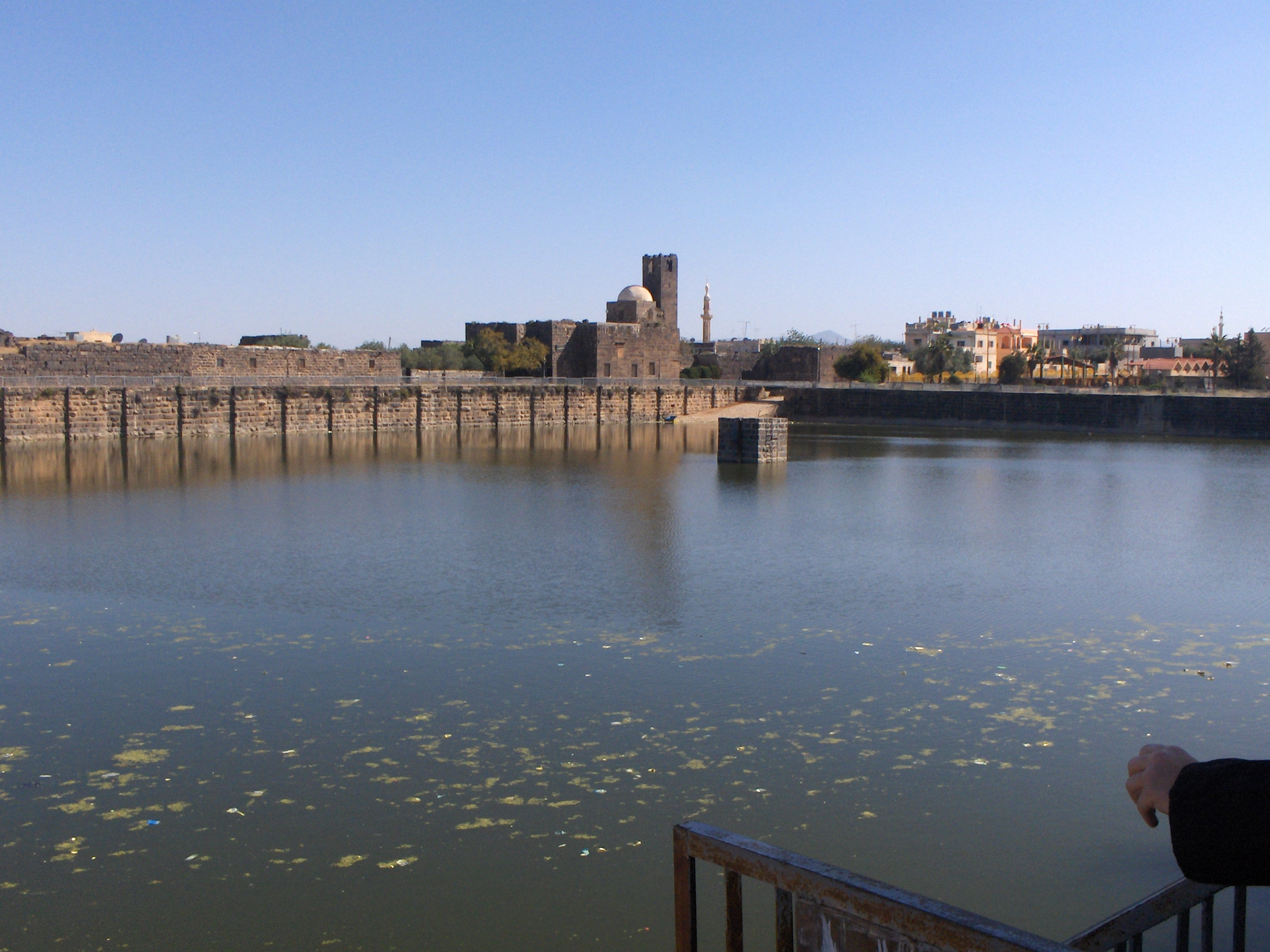
Birkat al-Haddsch mit der Abu-l-Fida- oder Dabbagha-Madrasa und der Yaqut-Moschee

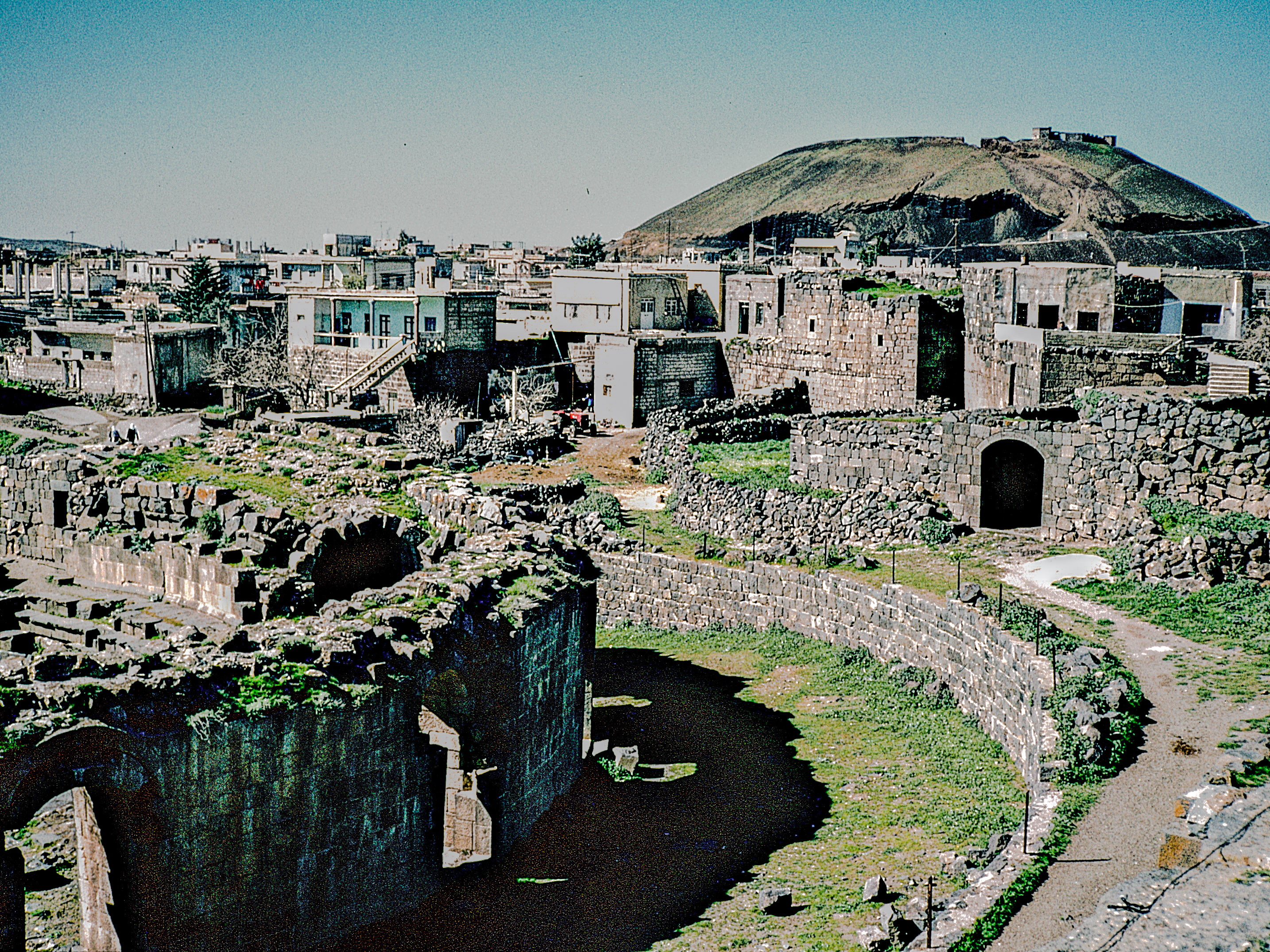
Stadtrand mit Ruinenfeld und Basaltkegel

Bosra oder Bostra (arabisch بصرى, DMG Buṣrā, auch بصرى الشام / Buṣrā aš-Šām) ist eine Stadt im Südwesten von Syrien im  Gouvernement Dar'a innerhalb der Region Hauran.
Die Einwohnerzahl beträgt 29.664 nach einer Berechnung von 2009.

## Geschichte
Bosra liegt vermutlich an der Stelle des im 2. Jahrtausend v. Chr. bestehenden bronzezeitlichen Kleinstaates Buṣrūna, welcher in den Amarna-Briefen erwähnt wird. Erst im 4. Jahrhundert v. Chr. wurde der Ort als Teil des Seleukidenreiches wieder schriftlich erwähnt. Seit dem 2. Jahrhundert v. Chr. gehörte er zum Reich der Nabatäer, das sich im Norden zeitweilig bis Damaskus ausdehnte, und war von 70 bis 106 n. Chr. dessen Hauptstadt. Nach der Eroberung durch den römischen Kaiser Trajan wurde die Stadt wie das gesamte Reich der Nabatäer in das römische Reich eingegliedert; seit dieser Zeit war hier auch eine römische Legion stationiert (Legio III Cyrenaica). Im Jahr 106 zur Hauptstadt der Provinz Arabia Petraea erhoben, war sie unter dem Namen Nova Trajana Bostra ein Marktort für die Beduinen der östlichen Wüste und ein wichtiges Handelszentrum, da hier die Hauptstraßen zum Roten Meer zusammenliefen. Unter Kaiser Severus Alexander (222–235) wurde die Stadt zu einer Kolonie (Colonia) erhoben und unter Philippus Arabs (reg. 244–249) zur Metropole. Im 4. Jahrhundert galt sie als „große Stadt“, die zahlreiche kunstvolle Bauten, Kirchen und Theater beherbergte. Die Stadt war Bischofssitz. Im 6. Jahrhundert wurde eine fünfschiffige Basilika erbaut, die zu den größten des Nahen Ostens gehörte. Bosra spielte im frühen Leben Mohammeds eine wichtige Rolle, wie im Eintrag über den christlichen Mönch Bahira beschrieben wird. 634 fiel die Stadt in die Hände der Araber und verlor allmählich ihre Bedeutung. Bei einem Erdbeben im Jahre 1157 wurden viele Bauten zerstört.
In arabischer und mameluckischer Zeit war Bosra eine Provinzhauptstadt. Im 13. Jahrhundert baute man das römische Theater zu einer Zitadelle mit Palastbauten aus. In den folgenden Jahrhunderten nahmen die Überfälle durch Beduinenstämme gegen die sesshaften Bauern, Händler und durchreisenden Mekka-Pilger zu. Handel und Pilger verlagerten sich auf eine weiter westlich gelegene Straße, wodurch die Bedeutung als Handelsort zurückging und Bosra im Mittelalter zu einem Dorf herabsank.
Die Altstadt von Bosra wurde 1980 in das Weltkulturerbe der UNESCO aufgenommen. 
Im Zuge des Bürgerkrieges in Syrien wurde die Stadt am 25. März 2015 von Rebellen der Freien Syrische Armee eingenommen. Bei der Rückeroberung wurden Bomben auf Rebellen in der Nähe des römischen Theaters abgeworfen. Dabei soll es mehrfach getroffen und teilweise zerstört worden sein.

## Sehenswürdigkeiten der Stadt
Die Stadt bietet zahlreiche Zeugnisse ihrer bewegten Vergangenheit. Am bekanntesten und beeindruckendsten ist das gut erhaltene römische Theater, das – wie ein Großteil der anderen römischen Zeugnisse – im dritten Jahrhundert nach Christus unter dem römischen Kaiser Severus Alexander errichtet wurde. 15000 Zuschauer konnten hier Platz finden. Wie andere römische Theater verfügt auch dieses Bauwerk über eine bemerkenswerte Akustik. Die unteren Ränge und die Orchestra wurden in den Boden hineingebaut, um die steilen Ränge statisch tragen zu können. Gut erhalten ist das Gebäude vor allem deswegen, da es in nachrömischer Zeit nicht als Steinbruch benutzt wurde, sondern von den arabischen Herrschern zur Zitadelle ausgebaut wurde.
Die römische Stadt erstreckt sich zu Füßen des Theaters in nördlicher Richtung. Hier befinden sich Überreste der Thermen, eine beeindruckende Säulenstraße, die in der Antike Hauptverkehrsader Bosras war und das Kybele-Heiligtum. Daneben steht eine aus dem 6. Jahrhundert stammende Kathedrale der Heiligen Sergius, Leontius und Bacchus. Im Nordosten der Stadt steht die Mabrak-an-Naba-Moschee, die 1136 errichtet und nach dem Kamel benannt wurde, das das erste Koranexemplar nach Syrien getragen haben soll. Südlich davon ist die Fatima-Moschee aus dem 13. Jahrhundert zu sehen.
Im Osten der Stadt kann man die Ruinen eines Palastes sehen, dessen Grundmauern wohl aus der Zeit der Nabatäer stammen. In der Nähe befindet sich eine große Zisterne (arab. Birkat al-Haddsch) und unweit davon die Yaqut-Moschee mit einer Madrasa aus dem 13. Jahrhundert (siehe Abbildung).
Im Westen der Altstadt befinden sich das Lampentor (Bab al-Kandil), große unterirdische Speicherräume für lokale Produkte und spärliche Reste des Tetrapylons. In der Nähe des alten Marktplatzes befindet sich die größte Moschee Bosras, die Umari-Moschee.

## Sehenswürdigkeiten im Umland
In der Nähe von Bostra überqueren die aus der Römerzeit stammenden Brücken von Kharaba und von Djemerrin den Wadi Zeidi.